# Arno (lettertype)
Arno is een reeks lettertypen gecreëerd door Robert Slimbach voor Adobe.
De naam is afkomstig van de rivier die stroomt door Florence, het Italiaanse centrum van de Renaissance.
De commerciële lettertypefamilie "Arno Pro" bestaat uit drie zwaarten in romein en cursief, vier 'display'-tekensets (groot korps) en vijf optische korpsen (zie tabel hieronder).
| Optische groottes       | 'Caption' | 'Small Text' | 'Regular' | 'Subhead' | 'Display' |
| ----------------------- | --------- | ------------ | --------- | --------- | --------- |
| Eigenlijke puntgroottes | 0-8.4     | 8.5-10.9     | 11-13.9   | 14-21.4   | 21.5+     |

Elke tekenset ondersteunt Adobe CE, Adobe Western 2, Cyrillisch alfabet, Grieks alfabet, Latijns alfabet, Vietnamees en dingbats. De OpenType-versie heeft ook kopletters, gestileerde alternatieve tekens, ligaturen, tabelcijfers, uithangende cijfers, kleinkapitalen, subscripts en superscripts, breuken, en cursieve sierkapitalen.

## Beschikbaarheid
Deze lettertypefamilie is beschikbaar bij Adobe Creative Suite 3, Adobe Font Folio 11.

## Prijzen
Arno was een winnende kandidaat in de Type Design Competition 2007 van de Type Directors Club, in de categorie 'Type System / Superfamily'.